# Такамаґахара
Такамаґаха́ра (яп. 高天原, たかあまはら, такама-ґа-хара, «Рівниною Високого Неба») або Такаманоха́ра (яп. 高天原, たかまのはら, такама-но-хара) — в японській міфології небесний світ, місце, де мешкають синтоїстські небесні божества під головуванням богині сонця Аматерасу.
Вищий світ троїстого синтоїстського космосу. Протиставляється нижчому світу — Токоцу но куні — «Країні дна» (底つ国) або Не но куні — «Країні кореня» (根の国), де мешкають духи померлих та чудовиська. Між цими обома світами знаходиться світ людей або Японія — Асіхара но Накацу куні — «Центральна країна очеретяних рівнин».
Японський історик Араї Хакусекі вважав, що Такамаґахара — це столиця стародавньої держави, прабатьківщина японців. Його послідовники локалізували її на території Західної Японії, Кореї або Маньчжурі. Проте більшість істориків та етнологів заперечують реальність Тамаґахара, вбачаючи у ній вигаданий ідеалістичний світ, об'єкт поклоніння стародавніх японців.